# Sugar Creek Township (comté de Harrison, Missouri)
Sugar Creek Township est un township du comté de Harrison dans le Missouri, aux États-Unis,.
Le township est baptisé en référence à la rivière Sugar Creek (en), un affluent de la rivière Thompson River (en).

## Source de la traduction
- (en) Cet article est partiellement ou en totalité issu de l’article de Wikipédia en anglais intitulé « Sugar Creek Township, Harrison County, Missouri » (voir la liste des auteurs).